# Planet Earth (pjesma)
"Planet Earth" debitantski je singl engleskog novo valnog sastava Duran Duran, objavljen 2. veljače 1981. godine.
Ubrzo je postao hit u rodnoj zemlji sastava Ujedinjenom Kraljevstvu, gdje je 21. veljače dostigao dvanaesto mjesto na ljestvicama. Još više se popeo u Australiji, gdje je dostigao čak osmo mjesto, te tako postao prvi Duran Duranov Top 10 hit bilo gdje u svijetu.
Pjesma se kasnije pojavila na debitantskom istoimenom albumu sastava, objavljenom u lipnju 1981. godine.

## O pjesmi
"Planet Earth" počinje sa sintisajzerom umjerenog tempa, kojeg ubrzo prati poredani elektronski ritam, ali nedugo nakon nastupa prava ritam sekcija - bas-gitara i bubnjevi. Tiha gitara i pjevač ubrzo se pridružuju.
Prva je pjesma koja je jasno dala do znanja povećavanje popularnosti Novog romantizma kao modnog pokreta, s rečenicom "Like some New Romantic looking for the TV sound" ("Kao neki Novo romantistički izgled za TV zvuk").
Prvobitan demo imao je dodatan stih pri kraju, kao što se može čuti na Manchester Square Demo verziji, objavljenoj 2009. godine:
"I came outside I saw the nightfall with the rain, Sheet lightning flashes in my brain, Whatever happened to the world we used to know? I've got you coming over fear now."

## Glazbeni spot
Glazbeni spot za pjesmu režirao je redatelj futurističkih filmova Russell Mulcahy, koji je kasnije režirao i mnoge druge za sastav.
Prilično drugačiji od kasnijih spotova sastava, video prikazuje sastav (obučene u odjeću Novog romantizma) kako svira na platformi od leda. Pored toga, prikazuju se i članovi sastava predstavljajući četiri elementa. Video se fokusira na lica članova. Sredinom sastava, pojavljuju se prijatelji sastava iz Rum Runner noćnog kluba, jedan od njih je Steve Strange, koji pleše u svom tipičnom kostimu iz razdoblja Novog romantizma. U stilu znanstvene fantastike, razne činjenice Svijeta se pojavljuju, uključujući: "the area of the surface of the earth is 196,937,600 miles" ("područje površine zemlje iznosi 196,937,600 milja"); "247,860 people are born every day" ("247,860 ljudi rođeno je svakog dana"); "the oldest known song is the Shadoof Chant" ("najstarija poznata pjesma je Shadoof Chant"); te završava s upozorenjem "sudnjeg dana." Na kraju videa, pjevač Simon Le Bon skače u naizgled tamu bez kraja.
Video je rekreiran za glazbeni spot sastava Dandy Warhols i njihovu pjesmu "You Were the Last High" (koji je režirao Nick Rhodes, klavijaturist Duran Durana).

## Formati i popis pjesama

### 7": EMI. / EMI 5137Ujedinjeno Kraljevstvo
1. "Planet Earth" – 3:59
2. "Late Bar" – 2:54

### 12": EMI. / 12 EMI 5137 Ujedinjeno Kraljevstvo
1. "Planet Earth (Night Version)" – 6:18
2. "Planet Earth" – 3:59
3. "Late Bar" – 2:54

### CD: DioSingles Box Set 1981-1985boxseta
1. "Planet Earth" – 3:59
2. "Late Bar" – 2:54
3. "Planet Earth (Night Version)" – 6:18

### CD: DioDuran Duran 2010 Special Edition(CD2)
1. "Planet Earth (Night Mix)" – 7:00

- Objavljeno 2010. godine
- Ova rijetka alternativna verzija nalazi se na Strange Behaviour remix albumu, objavljenom 1999. godine.

## Zasluge
- Simon Le Bon – glavni vokali i prateći vokali
- Andy Taylor – električna gitara i prateći vokali
- John Taylor – bas-gitara i prateći vokali
- Nick Rhodes – sintisajzer i programiranje
- Roger Taylor – bubnjevi